# Lendvay Márton (színművész, 1807–1858)

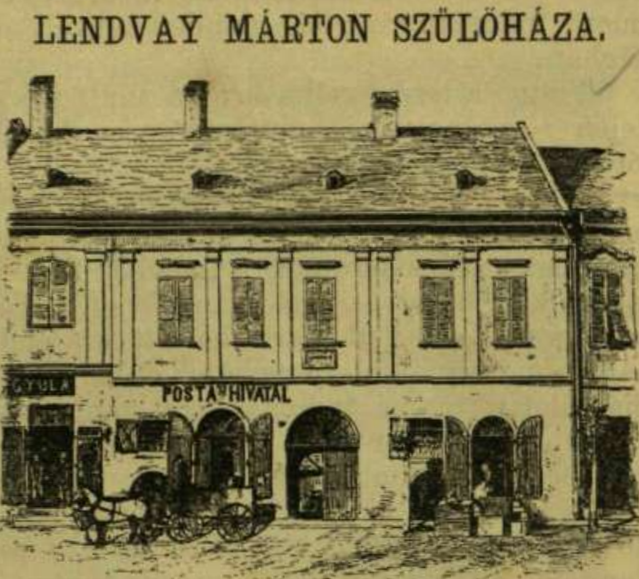
Id. Lendvay Márton szülőháza

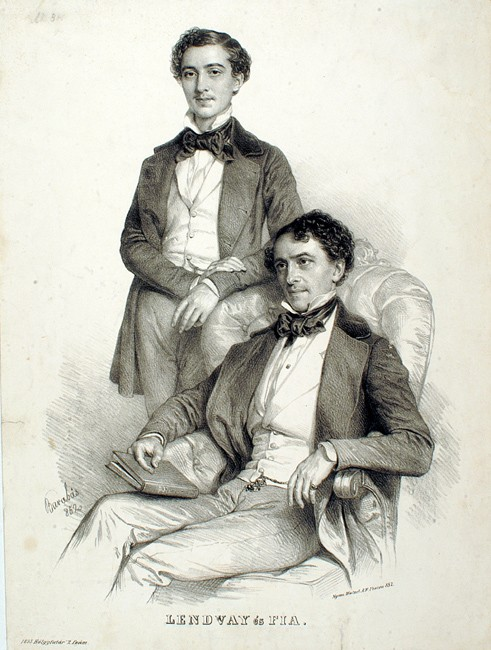
id. Lendvay Márton és fia ifj. Lendvay Márton

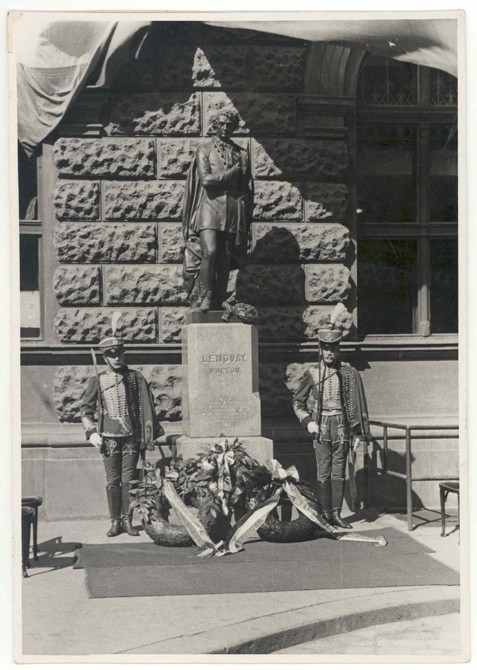
Dunaiszky László egész alakos Lendvay-szobra a lebontott Nemzeti Színház Blaha Lujza téri épületénél. Ma a Várban, az Országház utcában áll

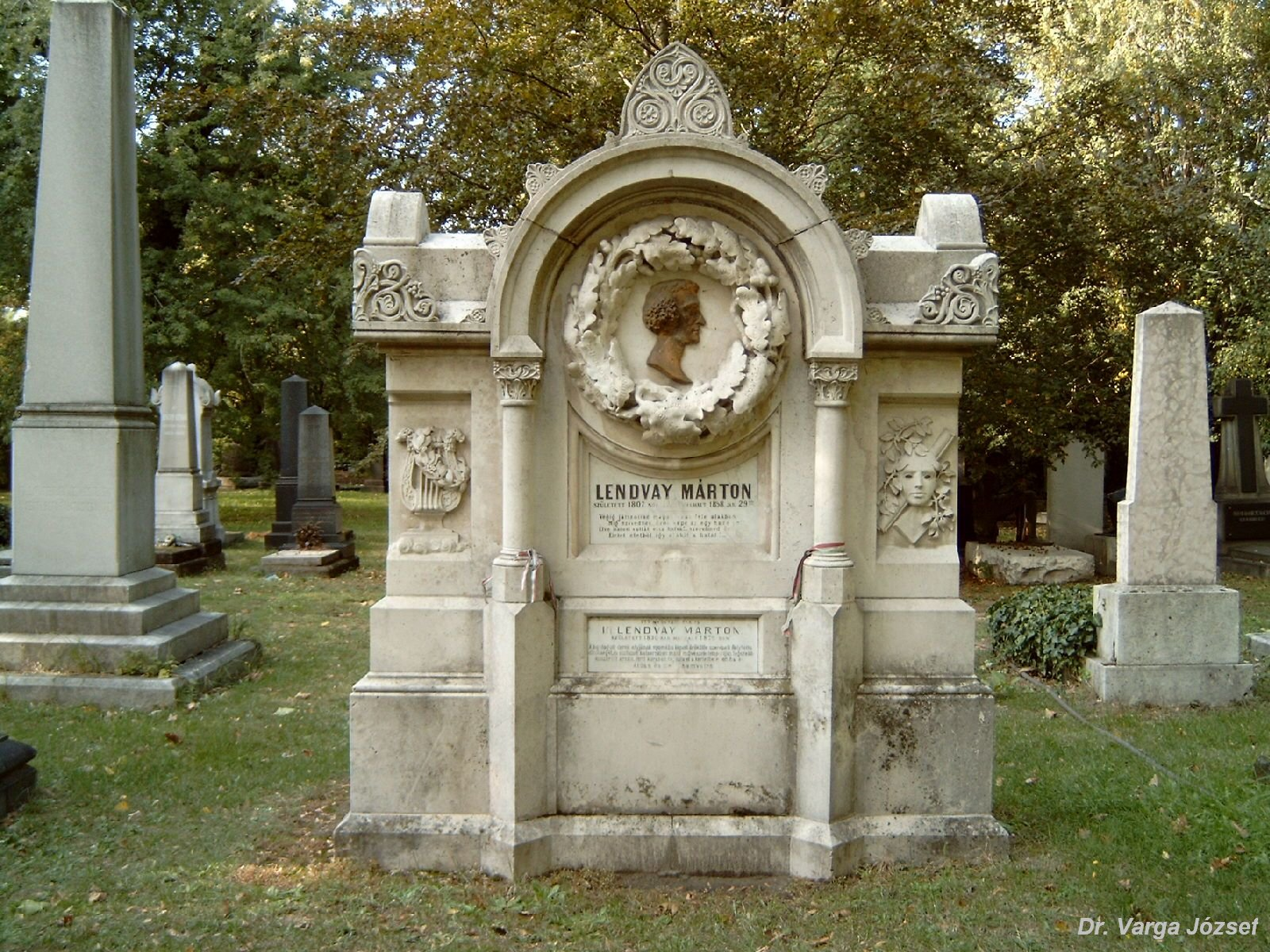
Idősebb Lendvay Márton és fia, ifjabb Lendvay Márton sírja Budapesten. Kerepesi temető: 34/1-2-19. Feszl Frigyes, építész, Dunaiszky László szobrász alkotása, a Gerenday-cég kivitelezésében

Idősebb Lendvay Márton (Nagybánya, 1807. november 11. – Pest, 1858. január 29.) magyar színész, énekes, rendező. Ifj. Lendvay Márton színész édesapja.

## Élete
Lendvay József sóházi mázsálótiszt és Stang Júlia fia. Szülővárosában, Nagybányán végezte a hat gimnáziumi osztályt.
Egy ideig írnokként dolgozott. A bukott diák a színészi pályára vágyakozott és először 1827-ben egy műkedvelő társaságnál a Bánom, hogy megházasodtam című színműben lépett föl. Sikeres szereplése ráébresztette tehetségének tudatára, és 1828-ban vándorszínésznek állt Fejér Károly vándortársulatához. 1829-ben Békésen igen szerény viszonyok közt élt, ruháit maga mosta és a helyi patak vízéből saját maga által kifogott halakkal táplálkozott. 1829 és 1831 között Kolozsvárott játszott, ahol feleségül vette Jeremiás Karolina színésznőt, tőle született fia, ifj. Lendvay Márton 1830-ban. Ezután Székesfehérváron (1832) és Pozsonyban (1833) játszott. A kassai társulattal 1833-ban a budai Várszínházban játszott. 1837-ben a Nemzeti Színház tagja lett. Vörösmarty Mihály színháznyitó prológusában, az Árpád ébredésében mint Árpád ő mondta ki az első szót a Nemzeti Színház színpadán, melynek haláláig tagja maradt. 1832. december 27-én feleségül vette Hivatal Anikó színésznőt Győrben, akitől később elvált. 1836-ban házasságon kívüli lánya született tőle Laborfalvi Rózának. 1840-ben külföldi tanulmányutat tett. Szülővárosa, Nagybánya 1844-ben díszpolgárává választotta. 1843-tól a Nemzeti Színház drámabíráló bizottságának tagja. Különösen Seydelmann volt rá nagy hatással. 1848-ban rövid ideig katonáskodott. 1854. január 31-én a Lorvoodi árva című színműben lépett fel utoljára mint Rochester lord. Szerepe kimerítette erejét. az előadás után összerogyott. 600 forint nyugdíjjal több évi kínos vergődés után hunyt el, 1858-ban.
A Nemzeti Színház első színésznemzedékének egyik vezető tagja és hősszerelmese, a romantika legjellegzetesebb képviselője volt a magyar színpadon. A legszélesebb skálájú magyar színészek egyike, s alig van műfaja könnyű bohózattól a daljátékig, melyben kiválót ne alkotott volna. Szép tenorhangja volt. Temetésén 15–20 000 ember jelent meg.
Egressy Gábor tudatosságával szemben inkább az ösztön és az érzelmek színésze volt. Külseje, hangja is szerepet játszott abban, hogy a romantikus kor egyik szépségideálja volt.

## Emlékezete
Sírja fölé tisztelői díszes síremléket emeltek. A Nemzeti Színház udvarán, a csarnok előtt bronzemlékét (Dunaiszky mintázta 1859-ben) közadakozásból emelték és 1860. június 4-én leplezték le. Nagybánya közönsége 1881. május 29-én a szülőházának falába helyezett emléktáblát leplezett le.
Lendvay szobra, Vasárnapi Ujság 1860. szeptember 2-án (36. szám)
Végre a kész Lendvay-szobor junius 4-én felállittatott a nemzeti szinház csarnoka előtt. A szobor történetéhez tartozik ama két levél, melyet e tárgyban annak tervezője és a nemzeti szinház akkori igazgatója váltottak. A felállitást megelőzőleg Tomori Anasztáz következő sorokat irá a nemzeti szinház igazgatójához, Ráday Gedeon grófhoz:
„Méltóságos gróf ur! A Lendvay-szobrot, melyet több lelkes honleány áldozatkészségéből ugyan az ő becses megbizások folytán Dunaiszky szobrászunk által készíttettem, óhajtanám junius 4-én a nemzeti szinház elé fölállittatni. Véleményem szerint – ha erre a mélyen tisztelt igazgatóság jóváhagyását megnyerhetném – e szobor egyelőre azon helyet foglalhatná el, melyen jelenleg a kevésbbé sikerült Katona szobor áll; mig az általam megrendelt uj Katona-szobor elkészül. A két mellékoldalt azután a Lendvay-szobor s Kisfaludy Károly szobra (melynek legközelebbi kieszközölhetését remélem) foglalhatnák el. Fogadja méltóságod mély tiszteletem őszinte kijelentését. Gombán, majus 30-án 1860.”
Tomori Anasztáz.
Mire az igazgató gróf a következőleg válaszolt:
„Tekintetes ur! A nemzeti szinház igazgatósága tiszteletteljes köszönete mellett buzgó fáradozásaiért, örömmel adja jóváhagyását arra, hogy Lendvay szobra ideiglenesen a mostani Katona-szobor helyébe állittassék, egyszersmind azon óhajtását fejezi ki, miszerint Katona József emléke iránti kegyeletből, annak mostani szobra addig se távolittassék el a szinház teréről, mig helyébe sikerültebb emléke készíttethetnék, hanem a szinház területén kijelölendő, arra alkalmas helyen állittassék föl. Őszinte tisztelettel maradván Pesten junius 1-én 1860.”
Gróf Ráday Gedeon.

## Főszerepei
- Hamlet
- Othello
- Romeo
- III. Richard (Shakespeare-darabok)
- Fiesco
- Don Carlos (Schiller)
- Bánk bán (Katona József)
- Kean (Dumas)
- Zampa (Hérold)
- Fra Diavolo (Schiller-Auber)
- Tóházi Károly (Kisfaludy: Pártütők)
- Bolingbroke (Scribe: Egy pohár víz)
- Antony (Dumas)
- Hernani (V. Hugo)
- Ferdinánd (Schiller: Ármány és szerelem)
- Tell Vilmos (Schiller)
- Moór Károly (Schiller: Haramiák)
- Korpádi Gergely (Szigligeti: Szökött katona)
- Ethelwood (id. A. Dumas–Jermann: Korona és vérpad)
- Ruy Blas (Hugo)
- Antony (id. A. Dumas)
- Robin de Bois (Arago–Vermond: Az ördög naplója)
- Árpád (Vörösmarty Mihály: Árpád ébredése)
- Táray (Czakó Zs.: Végrendelet)

## Jókai Mórral való rokonsága
|                          |                          |                          |                          |                          |                          |                         |                         |                             |                             |                             |                             |                                 |                                 |                                 |                                 |                                 |                                 |                   |                   |                   |                   |  |  |                                |                                |                                |                                | Benke József (1781–1855)       | Benke József (1781–1855)       | Benke József (1781–1855) | Benke József (1781–1855) | Benke József (1781–1855)    | Benke József (1781–1855)    |                             |                             | Rácz Zsuzsánna              | Rácz Zsuzsánna              | Rácz Zsuzsánna           | Rácz Zsuzsánna           | Rácz Zsuzsánna                     | Rácz Zsuzsánna                     |                                    |                                    |                                    |                                    |                          |                          |                              |                              |                              |                              | Jókay József (1781–1837)     | Jókay József (1781–1837)     | Jókay József (1781–1837) | Jókay József (1781–1837) | Jókay József (1781–1837) | Jókay József (1781–1837) |                          |                          | Pulay Mária (1790–1866)  | Pulay Mária (1790–1866)  | Pulay Mária (1790–1866) | Pulay Mária (1790–1866) | Pulay Mária (1790–1866)  | Pulay Mária (1790–1866)  |                          |                          |                          |                          |  |  |                         |                         |                         |                         |                         |                         |  |  |  |  |  |  |  |  |  |  |  |  |  |  |
|                          |                          |                          |                          |                          |                          |                         |                         |                             |                             |                             |                             |                                 |                                 |                                 |                                 |                                 |                                 |                   |                   |                   |                   |  |  |                                |                                |                                |                                | Benke József (1781–1855)       | Benke József (1781–1855)       | Benke József (1781–1855) | Benke József (1781–1855) | Benke József (1781–1855)    | Benke József (1781–1855)    |                             |                             | Rácz Zsuzsánna              | Rácz Zsuzsánna              | Rácz Zsuzsánna           | Rácz Zsuzsánna           | Rácz Zsuzsánna                     | Rácz Zsuzsánna                     |                                    |                                    |                                    |                                    |                          |                          |                              |                              |                              |                              | Jókay József (1781–1837)     | Jókay József (1781–1837)     | Jókay József (1781–1837) | Jókay József (1781–1837) | Jókay József (1781–1837) | Jókay József (1781–1837) |                          |                          | Pulay Mária (1790–1866)  | Pulay Mária (1790–1866)  | Pulay Mária (1790–1866) | Pulay Mária (1790–1866) | Pulay Mária (1790–1866)  | Pulay Mária (1790–1866)  |                          |                          |                          |                          |  |  |                         |                         |                         |                         |                         |                         |  |  |  |  |  |  |  |  |  |  |  |  |  |  |
|                          |                          |                          |                          |                          |                          |                         |                         |                             |                             |                             |                             |                                 |                                 |                                 |                                 |                                 |                                 |                   |                   |                   |                   |  |  |                                |                                |                                |                                |                                |                                |                          |                          |                             |                             |                             |                             |                             |                             |                          |                          |                                    |                                    |                                    |                                    |                                    |                                    |                          |                          |                              |                              |                              |                              |                              |                              |                          |                          |                          |                          |                          |                          |                          |                          |                         |                         |                          |                          |                          |                          |                          |                          |  |  |                         |                         |                         |                         |                         |                         |  |  |  |  |  |  |  |  |  |  |  |  |  |  |
|                          |                          |                          |                          |                          |                          |                         |                         |                             |                             |                             |                             |                                 |                                 |                                 |                                 |                                 |                                 |                   |                   |                   |                   |  |  |                                |                                |                                |                                |                                |                                |                          |                          |                             |                             |                             |                             |                             |                             |                          |                          |                                    |                                    |                                    |                                    |                                    |                                    |                          |                          |                              |                              |                              |                              |                              |                              |                          |                          |                          |                          |                          |                          |                          |                          |                         |                         |                          |                          |                          |                          |                          |                          |  |  |                         |                         |                         |                         |                         |                         |  |  |  |  |  |  |  |  |  |  |  |  |  |  |
| Fáncsy Lajos (1809–1854) | Fáncsy Lajos (1809–1854) | Fáncsy Lajos (1809–1854) | Fáncsy Lajos (1809–1854) | Fáncsy Lajos (1809–1854) | Fáncsy Lajos (1809–1854) |                         |                         | Meszlényi Mária (1813–1889) | Meszlényi Mária (1813–1889) | Meszlényi Mária (1813–1889) | Meszlényi Mária (1813–1889) | Meszlényi Mária (1813–1889)     | Meszlényi Mária (1813–1889)     |                                 |                                 | Jeremiás Karolina               | Jeremiás Karolina               | Jeremiás Karolina | Jeremiás Karolina | Jeremiás Karolina | Jeremiás Karolina |  |  | id. Lendvay Márton (1807–1858) | id. Lendvay Márton (1807–1858) | id. Lendvay Márton (1807–1858) | id. Lendvay Márton (1807–1858) | id. Lendvay Márton (1807–1858) | id. Lendvay Márton (1807–1858) |                          |                          | Laborfalvi Róza (1817–1886) | Laborfalvi Róza (1817–1886) | Laborfalvi Róza (1817–1886) | Laborfalvi Róza (1817–1886) | Laborfalvi Róza (1817–1886) | Laborfalvi Róza (1817–1886) |                          |                          | Jókai Mór (1825–1904)              | Jókai Mór (1825–1904)              | Jókai Mór (1825–1904)              | Jókai Mór (1825–1904)              | Jókai Mór (1825–1904)              | Jókai Mór (1825–1904)              |                          |                          | Nagy Bella (1879–1947)       | Nagy Bella (1879–1947)       | Nagy Bella (1879–1947)       | Nagy Bella (1879–1947)       | Nagy Bella (1879–1947)       | Nagy Bella (1879–1947)       |                          |                          | Jókay Károly (1814–1902) | Jókay Károly (1814–1902) | Jókay Károly (1814–1902) | Jókay Károly (1814–1902) | Jókay Károly (1814–1902) | Jókay Károly (1814–1902) |                         |                         | Jókai Eszter (1816–1889) | Jókai Eszter (1816–1889) | Jókai Eszter (1816–1889) | Jókai Eszter (1816–1889) | Jókai Eszter (1816–1889) | Jókai Eszter (1816–1889) |  |  | Váli Ferenc (1810–1882) | Váli Ferenc (1810–1882) | Váli Ferenc (1810–1882) | Váli Ferenc (1810–1882) | Váli Ferenc (1810–1882) | Váli Ferenc (1810–1882) |  |  |  |  |  |  |  |  |  |  |  |  |  |  |
| Fáncsy Lajos (1809–1854) | Fáncsy Lajos (1809–1854) | Fáncsy Lajos (1809–1854) | Fáncsy Lajos (1809–1854) | Fáncsy Lajos (1809–1854) | Fáncsy Lajos (1809–1854) |                         |                         | Meszlényi Mária (1813–1889) | Meszlényi Mária (1813–1889) | Meszlényi Mária (1813–1889) | Meszlényi Mária (1813–1889) | Meszlényi Mária (1813–1889)     | Meszlényi Mária (1813–1889)     |                                 |                                 | Jeremiás Karolina               | Jeremiás Karolina               | Jeremiás Karolina | Jeremiás Karolina | Jeremiás Karolina | Jeremiás Karolina |  |  | id. Lendvay Márton (1807–1858) | id. Lendvay Márton (1807–1858) | id. Lendvay Márton (1807–1858) | id. Lendvay Márton (1807–1858) | id. Lendvay Márton (1807–1858) | id. Lendvay Márton (1807–1858) |                          |                          | Laborfalvi Róza (1817–1886) | Laborfalvi Róza (1817–1886) | Laborfalvi Róza (1817–1886) | Laborfalvi Róza (1817–1886) | Laborfalvi Róza (1817–1886) | Laborfalvi Róza (1817–1886) |                          |                          | Jókai Mór (1825–1904)              | Jókai Mór (1825–1904)              | Jókai Mór (1825–1904)              | Jókai Mór (1825–1904)              | Jókai Mór (1825–1904)              | Jókai Mór (1825–1904)              |                          |                          | Nagy Bella (1879–1947)       | Nagy Bella (1879–1947)       | Nagy Bella (1879–1947)       | Nagy Bella (1879–1947)       | Nagy Bella (1879–1947)       | Nagy Bella (1879–1947)       |                          |                          | Jókay Károly (1814–1902) | Jókay Károly (1814–1902) | Jókay Károly (1814–1902) | Jókay Károly (1814–1902) | Jókay Károly (1814–1902) | Jókay Károly (1814–1902) |                         |                         | Jókai Eszter (1816–1889) | Jókai Eszter (1816–1889) | Jókai Eszter (1816–1889) | Jókai Eszter (1816–1889) | Jókai Eszter (1816–1889) | Jókai Eszter (1816–1889) |  |  | Váli Ferenc (1810–1882) | Váli Ferenc (1810–1882) | Váli Ferenc (1810–1882) | Váli Ferenc (1810–1882) | Váli Ferenc (1810–1882) | Váli Ferenc (1810–1882) |  |  |  |  |  |  |  |  |  |  |  |  |  |  |
|                          |                          |                          |                          |                          |                          |                         |                         |                             |                             |                             |                             |                                 |                                 |                                 |                                 |                                 |                                 |                   |                   |                   |                   |  |  |                                |                                |                                |                                |                                |                                |                          |                          |                             |                             |                             |                             |                             |                             |                          |                          |                                    |                                    |                                    |                                    |                                    |                                    |                          |                          |                              |                              |                              |                              |                              |                              |                          |                          |                          |                          |                          |                          |                          |                          |                         |                         |                          |                          |                          |                          |                          |                          |  |  |                         |                         |                         |                         |                         |                         |  |  |  |  |  |  |  |  |  |  |  |  |  |  |
|                          |                          |                          |                          |                          |                          |                         |                         |                             |                             |                             |                             |                                 |                                 |                                 |                                 |                                 |                                 |                   |                   |                   |                   |  |  |                                |                                |                                |                                |                                |                                |                          |                          |                             |                             |                             |                             |                             |                             |                          |                          |                                    |                                    |                                    |                                    |                                    |                                    |                          |                          |                              |                              |                              |                              |                              |                              |                          |                          |                          |                          |                          |                          |                          |                          |                         |                         |                          |                          |                          |                          |                          |                          |  |  |                         |                         |                         |                         |                         |                         |  |  |  |  |  |  |  |  |  |  |  |  |  |  |
|                          |                          |                          |                          | Fáncsy Ilka (1842–1904)  | Fáncsy Ilka (1842–1904)  | Fáncsy Ilka (1842–1904) | Fáncsy Ilka (1842–1904) | Fáncsy Ilka (1842–1904)     | Fáncsy Ilka (1842–1904)     |                             |                             | ifj. Lendvay Márton (1830–1875) | ifj. Lendvay Márton (1830–1875) | ifj. Lendvay Márton (1830–1875) | ifj. Lendvay Márton (1830–1875) | ifj. Lendvay Márton (1830–1875) | ifj. Lendvay Márton (1830–1875) |                   |                   |                   |                   |  |  |                                |                                |                                |                                | Benke Róza (1836–1861)         | Benke Róza (1836–1861)         | Benke Róza (1836–1861)   | Benke Róza (1836–1861)   | Benke Róza (1836–1861)      | Benke Róza (1836–1861)      |                             |                             |                             |                             |                          |                          | Rehrenbeck Szilveszter (1819–1910) | Rehrenbeck Szilveszter (1819–1910) | Rehrenbeck Szilveszter (1819–1910) | Rehrenbeck Szilveszter (1819–1910) | Rehrenbeck Szilveszter (1819–1910) | Rehrenbeck Szilveszter (1819–1910) |                          |                          | Linzmajer Jozefa (1822–1885) | Linzmajer Jozefa (1822–1885) | Linzmajer Jozefa (1822–1885) | Linzmajer Jozefa (1822–1885) | Linzmajer Jozefa (1822–1885) | Linzmajer Jozefa (1822–1885) |                          |                          |                          |                          |                          |                          |                          |                          |                         |                         |                          |                          |                          |                          |                          |                          |  |  |                         |                         |                         |                         |                         |                         |  |  |  |  |  |  |  |  |  |  |  |  |  |  |
|                          |                          |                          |                          | Fáncsy Ilka (1842–1904)  | Fáncsy Ilka (1842–1904)  | Fáncsy Ilka (1842–1904) | Fáncsy Ilka (1842–1904) | Fáncsy Ilka (1842–1904)     | Fáncsy Ilka (1842–1904)     |                             |                             | ifj. Lendvay Márton (1830–1875) | ifj. Lendvay Márton (1830–1875) | ifj. Lendvay Márton (1830–1875) | ifj. Lendvay Márton (1830–1875) | ifj. Lendvay Márton (1830–1875) | ifj. Lendvay Márton (1830–1875) |                   |                   |                   |                   |  |  |                                |                                |                                |                                | Benke Róza (1836–1861)         | Benke Róza (1836–1861)         | Benke Róza (1836–1861)   | Benke Róza (1836–1861)   | Benke Róza (1836–1861)      | Benke Róza (1836–1861)      |                             |                             |                             |                             |                          |                          | Rehrenbeck Szilveszter (1819–1910) | Rehrenbeck Szilveszter (1819–1910) | Rehrenbeck Szilveszter (1819–1910) | Rehrenbeck Szilveszter (1819–1910) | Rehrenbeck Szilveszter (1819–1910) | Rehrenbeck Szilveszter (1819–1910) |                          |                          | Linzmajer Jozefa (1822–1885) | Linzmajer Jozefa (1822–1885) | Linzmajer Jozefa (1822–1885) | Linzmajer Jozefa (1822–1885) | Linzmajer Jozefa (1822–1885) | Linzmajer Jozefa (1822–1885) |                          |                          |                          |                          |                          |                          |                          |                          |                         |                         |                          |                          |                          |                          |                          |                          |  |  |                         |                         |                         |                         |                         |                         |  |  |  |  |  |  |  |  |  |  |  |  |  |  |
|                          |                          |                          |                          |                          |                          |                         |                         |                             |                             |                             |                             |                                 |                                 |                                 |                                 |                                 |                                 |                   |                   |                   |                   |  |  |                                |                                |                                |                                |                                |                                |                          |                          |                             |                             |                             |                             |                             |                             |                          |                          |                                    |                                    |                                    |                                    |                                    |                                    |                          |                          |                              |                              |                              |                              |                              |                              |                          |                          |                          |                          |                          |                          |                          |                          |                         |                         |                          |                          |                          |                          |                          |                          |  |  |                         |                         |                         |                         |                         |                         |  |  |  |  |  |  |  |  |  |  |  |  |  |  |
|                          |                          |                          |                          |                          |                          |                         |                         |                             |                             |                             |                             |                                 |                                 |                                 |                                 |                                 |                                 |                   |                   |                   |                   |  |  |                                |                                |                                |                                |                                |                                |                          |                          |                             |                             |                             |                             |                             |                             |                          |                          |                                    |                                    |                                    |                                    |                                    |                                    |                          |                          |                              |                              |                              |                              |                              |                              |                          |                          |                          |                          |                          |                          |                          |                          |                         |                         |                          |                          |                          |                          |                          |                          |  |  |                         |                         |                         |                         |                         |                         |  |  |  |  |  |  |  |  |  |  |  |  |  |  |
|                          |                          |                          |                          |                          |                          |                         |                         |                             |                             |                             |                             |                                 |                                 |                                 |                                 |                                 |                                 |                   |                   |                   |                   |  |  |                                |                                |                                |                                | Jókai Róza (1861–1936)         | Jókai Róza (1861–1936)         | Jókai Róza (1861–1936)   | Jókai Róza (1861–1936)   | Jókai Róza (1861–1936)      | Jókai Róza (1861–1936)      |                             |                             | Feszty Árpád (1856–1914)    | Feszty Árpád (1856–1914)    | Feszty Árpád (1856–1914) | Feszty Árpád (1856–1914) | Feszty Árpád (1856–1914)           | Feszty Árpád (1856–1914)           |                                    |                                    | Feszty Adolf (1846–1900)           | Feszty Adolf (1846–1900)           | Feszty Adolf (1846–1900) | Feszty Adolf (1846–1900) | Feszty Adolf (1846–1900)     | Feszty Adolf (1846–1900)     |                              |                              | Feszty Gyula (1854–1912)     | Feszty Gyula (1854–1912)     | Feszty Gyula (1854–1912) | Feszty Gyula (1854–1912) | Feszty Gyula (1854–1912) | Feszty Gyula (1854–1912) |                          |                          | Feszty Béla (1868–1928)  | Feszty Béla (1868–1928)  | Feszty Béla (1868–1928) | Feszty Béla (1868–1928) | Feszty Béla (1868–1928)  | Feszty Béla (1868–1928)  |                          |                          |                          |                          |  |  |                         |                         |                         |                         |                         |                         |  |  |  |  |  |  |  |  |  |  |  |  |  |  |
|                          |                          |                          |                          |                          |                          |                         |                         |                             |                             |                             |                             |                                 |                                 |                                 |                                 |                                 |                                 |                   |                   |                   |                   |  |  |                                |                                |                                |                                | Jókai Róza (1861–1936)         | Jókai Róza (1861–1936)         | Jókai Róza (1861–1936)   | Jókai Róza (1861–1936)   | Jókai Róza (1861–1936)      | Jókai Róza (1861–1936)      |                             |                             | Feszty Árpád (1856–1914)    | Feszty Árpád (1856–1914)    | Feszty Árpád (1856–1914) | Feszty Árpád (1856–1914) | Feszty Árpád (1856–1914)           | Feszty Árpád (1856–1914)           |                                    |                                    | Feszty Adolf (1846–1900)           | Feszty Adolf (1846–1900)           | Feszty Adolf (1846–1900) | Feszty Adolf (1846–1900) | Feszty Adolf (1846–1900)     | Feszty Adolf (1846–1900)     |                              |                              | Feszty Gyula (1854–1912)     | Feszty Gyula (1854–1912)     | Feszty Gyula (1854–1912) | Feszty Gyula (1854–1912) | Feszty Gyula (1854–1912) | Feszty Gyula (1854–1912) |                          |                          | Feszty Béla (1868–1928)  | Feszty Béla (1868–1928)  | Feszty Béla (1868–1928) | Feszty Béla (1868–1928) | Feszty Béla (1868–1928)  | Feszty Béla (1868–1928)  |                          |                          |                          |                          |  |  |                         |                         |                         |                         |                         |                         |  |  |  |  |  |  |  |  |  |  |  |  |  |  |
|                          |                          |                          |                          |                          |                          |                         |                         |                             |                             |                             |                             |                                 |                                 |                                 |                                 |                                 |                                 |                   |                   |                   |                   |  |  |                                |                                |                                |                                |                                |                                |                          |                          |                             |                             |                             |                             |                             |                             |                          |                          |                                    |                                    |                                    |                                    |                                    |                                    |                          |                          |                              |                              |                              |                              |                              |                              |                          |                          |                          |                          |                          |                          |                          |                          |                         |                         |                          |                          |                          |                          |                          |                          |  |  |                         |                         |                         |                         |                         |                         |  |  |  |  |  |  |  |  |  |  |  |  |  |  |
|                          |                          |                          |                          |                          |                          |                         |                         |                             |                             |                             |                             |                                 |                                 |                                 |                                 |                                 |                                 |                   |                   |                   |                   |  |  |                                |                                |                                |                                |                                |                                |                          |                          | Feszty Masa (1895–1979)     |                             |                             |                             |                             |                             |                          |                          |                                    |                                    |                                    |                                    |                                    |                                    |                          |                          |                              |                              |                              |                              |                              |                              |                          |                          |                          |                          |                          |                          |                          |                          |                         |                         |                          |                          |                          |                          |                          |                          |  |  |                         |                         |                         |                         |                         |                         |  |  |  |  |  |  |  |  |  |  |  |  |  |  |
|                          |                          |                          |                          |                          |                          |                         |                         |                             |                             |                             |                             |                                 |                                 |                                 |                                 |                                 |                                 |                   |                   |                   |                   |  |  |                                |                                |                                |                                |                                |                                |                          |                          |                             |                             |                             |                             |                             |                             |                          |                          |                                    |                                    |                                    |                                    |                                    |                                    |                          |                          |                              |                              |                              |                              |                              |                              |                          |                          |                          |                          |                          |                          |                          |                          |                         |                         |                          |                          |                          |                          |                          |                          |  |  |                         |                         |                         |                         |                         |                         |  |  |  |  |  |  |  |  |  |  |  |  |  |  |